# Arlette Ben Hamo
Arlette Ben Hamo (Francia, 22 de marzo de 1930) fue una atleta francesa especializada en la prueba de pentatlón, en la que consiguió ser campeona europea en 1950.

## Carrera deportiva
En el Campeonato Europeo de Atletismo de 1950 ganó la medalla de oro en la competición de pentatlón, logrando un total de 3204 puntos, superando a la británica Bertha Crowther (plata con 3048 puntos) y a la checoslovaca Olga Modrachová (bronce con 3026 puntos).